# ホオカザリヅル
ホオカザリヅル（頬飾鶴、Grus carunculatus）は、ツル目ツル科ツル属に分類される鳥類。

## 分布
エチオピア中部、ザンビア、ジンバブエ、タンザニア、ボツワナ、マラウイ、南アフリカ共和国東部、モザンビーク

## 形態
全長150cm。前頸から胸部にかけての羽毛は伸長する。額から頭頂にかけて青灰色、顔から頸部にかけて白い羽毛で被われる。体上面は暗灰色、体下面は黒い羽毛で被われる。
嘴基部から顔にかけて羽毛が無く、赤い皮膚が裸出する。頬の下部には肉垂がある。虹彩はオレンジがかった黄色。嘴の色彩は赤褐色。後肢の色彩は黒い。
オスの成鳥は肉垂がより大型。

## 生態
主にスゲ属からなる湿原、湖沼に生息する。基本的に渡りは行わないが、雨期になると短距離を移動することもある。
食性は植物食傾向の強い雑食で、主に植物の茎（主にスゲ属）を食べるが種子、昆虫、魚類、小型爬虫類も食べる。
繁殖形態は卵生。5-8月および10-翌2月にアシなどを積み上げた巣を雌雄で作るか地面の窪みに直接、1回に1-2個の卵を産む。雌雄交代で抱卵し、抱卵期間は30-33日。

## 人間との関係
開発による生息地の破壊などにより生息数は減少している。